# ライリンゲン
ライリンゲン (ドイツ語: Reilingen) は、ドイツ連邦共和国バーデン＝ヴュルテンベルク州ライン＝ネッカー郡に属す町村（以下、本項では便宜上「町」と記述する）。

## 地理
ライリンゲンは、オーバーライン地溝帯内の、ホッケンハイムから3km、ヴァルドルフから6kmの距離にあたり、シュヴェツンガー・ハルトとルスハイマー・ハルトの間にあたる。

## 歴史
ライリンゲンおよびその周辺地区からの出土品は、ここが大変に古い入植地であることを示している。1978年にこの町の砂利採掘坑で発見された頭蓋骨片は、30万年前のものであると判定された (homo erectus reilingensis)。この町は1286年に「villa reitling」として初めて文献に記録されている。近くのヴェルザウ城は1236年に初めてその名が記されている。ライリンゲンとホッケンハイムは、この城の所領となった。1286年に宮中伯ルートヴィヒ2世が、この城と両村をシュパイアー司教本部から担保として獲得した。ただし、公式にはこれ以後もシュパイアー司教領とされている。その後、マインツ司教領フェーデにより、最終的にプファルツ選帝侯領となった。19世紀初めに選帝侯領が廃止され、ライリンゲンはバーデン領となった。

### 宗教
ライリンゲンは、元々ホッケンハイム教区（司祭区）に属した。1446年に村は新しい礼拝堂（聖ヴェンデリンの栄光礼拝堂）を建設した。この礼拝堂は、1498年に教区教会に昇格した。プファルツの教区であったこの村は、選帝侯領内の宗教改革の影響を受け、たびたび信仰宗派の変更がなされている。カトリック教会は、プファルツの教会分割（1705年）により改革派教会に改められた。1788年、カトリック教会は独自の教会堂を建設することを許された。現在のカトリックの教会堂は、1901年から1905年にネオゴシック様式で建設されたものである。また、現在のプロテスタントの教会堂は、1819年から1820年に後期古典主義様式により建てられたものである。

## 行政

### 議会
ライリンゲンの議会は、18議席。5年ごとに選挙が行われる。

### 首長
首長は住民の直接選挙で選出される。首長の任期は8年である。
第二次世界大戦後の首長を列記する。
- 1945年 - 1952年: ルートヴィヒ・レムパート (SPD)
- 1953年 - 1971年: フリッツ・マンヘルツ (FWV)
- 1971年 - 1981年: ヘルマン・キーフ (CDU)
- 1981年 - 1997年: ヘルムート・ミュラー (FWV)
- 1997年 - 2013年: ヴァルター・クライン (CDU)
- 2013年 - : シュテファン・ヴァイスブロート（無所属）

### 紋章
図柄: 青地に銀のウサギの頭部。右上（向かって左上）に8つの突起がある銀の星が3つ描かれている。
この紋章は、1719年の印章に由来する。この紋章は1901年にGenerallandesarchivによってデザインされたもので、町はこれを採用した。ウサギの頭部の意味については明らかでない。
旗は、青 - 白である。

### 友好都市
- ジャルジョー（フランス、オルレアンの南東20kmに位置する。）1989年
- メッツァーゴ 2009年

## 文化と見所

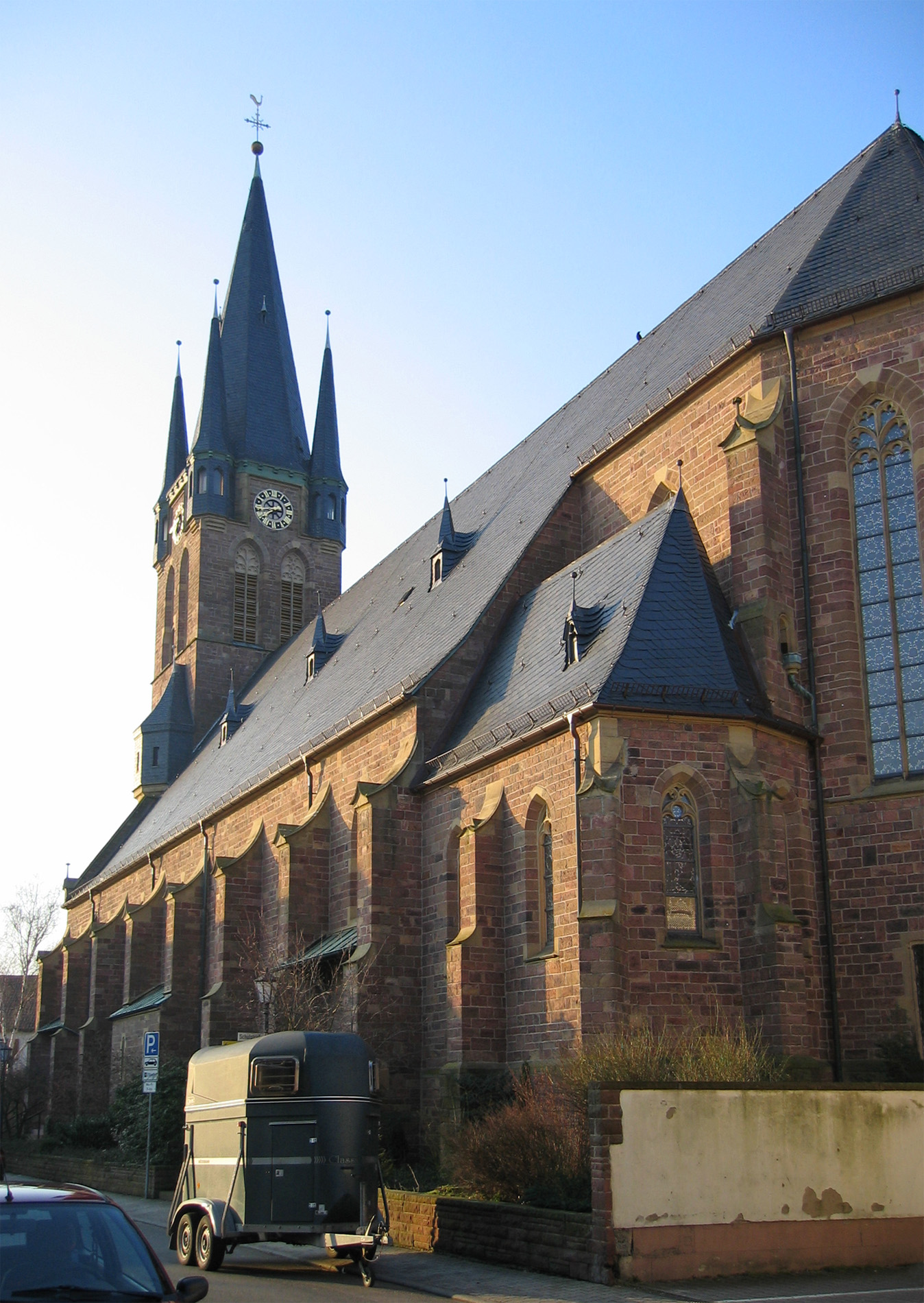
ライリンゲンのカトリック教会

### 郷土博物館
1986年からライリンゲンで最も見事で最も古い木組み建築に、地方の手工業と産業に関する郷土博物館がおかれた。「北部バーデン郷土色保存」作業共同体による1990年の「模範的な郷土博物館」コンテストで、この町は奨励賞を授与された。

### アスパラガスとタバコの学習路
「Bei den 20 Morgen」、「Weiheräcker」、「Hoffeld」といった農場を通るライリンゲンのアスパラガスとタバコの学習路が1993年春に設けられた。この学習路ではライリンゲンのタバコ栽培や、特にアスパラガス栽培について活き活きとした深い理解を得ることができる。
アスパラガスとタバコの学習路は、ライリンゲン墓地近くの公園広場から始まり、わかりやすい案内板が設けられている。アスパラガス栽培に関する5枚の木製案内板が設置され、農業に関する正確な案内が書かれている。それぞれのアスパラガス畑には、歴史、アスパラガスの種類、収穫に関する情報が盛り込まれている。環状の学習路にはこの他に2枚のタバコ案内板があり、数世紀に及ぶライリンゲンにおけるタバコ栽培が明瞭に説明されている。

### ハイデルベルガー・ヴェグの森林祭広場
ハイデルベルガー・ヴェグの森林祭広場は、ライリンゲンの住民や多くの訪問客から同じように愛されている。1983年から大人にも子供にも開放されている。パーゴラ（ツタを絡ませたアーケード）、池泉施設、子供広場などが人気の施設である。

### フランケン風農場施設
ハウプトシュタラーセ12番に2棟の切り妻造りの建物からなるフランケン風農場施設がある。この建物の間には1810年建造の木組み建築の門がある。よく保存されたこの農場施設は、1800年頃のこの地方の典型的な大規模農場施設のあり方を示す証拠となっている。

### ライリンガー湖自然学習路
1989年に砂利採掘が閉鎖された後、ライリンガー湖の周りに自然学習路が建設された。周回路沿いには、湖に棲息している動物や植物のエコシステムに関する案内板が設置されており、保養客にこの領域の重要性と保護の価値を知らせている。多くの前史時代の出土骨片をきっかけに前史時代を扱った案内板も設けられた。さらに、ライリンガー湖は特別な重要性を持っている。1978年に砂利採掘により、ライリンガー人(homo erectus reilingensis)の頭蓋骨片が発見されたのである。この骨片は、ホモ・エレクトス後期の25万年前から30万年前にあたる。

## 経済と社会資本
ライリンゲンは伝統的に農業で生計を立てていた。ライン渓谷の砂地の土地は、古典的な作物（穀物や根菜類の栽培）に適していたが、その作付けは徐々に減って行き、より儲かる作物に切り替えられていった。17世紀にユグノー派の人々がタバコをプファルツ選帝侯領に持ち込んだ。ライリンゲンは、現在でもバーデン北部で最大のタバコ栽培地域である。19世紀の終わり頃にアスパラガスの栽培が始まった。その後ライリンゲンは「アスパラガスの町」として地域を越えて知られるに至った。アスパラガス栽培も、現在では専業農家は少なく、副業で行っている農家が多い。直販の販路は重要な役割を担っている。
一連の優良な工業、手工業あるいはサービス業の中小企業がこの町に拠点を構えている。

### 交通
ライリンゲンはライン＝ネッカー・バス交通 (BRN) の路線沿いに位置している。バスで30分、10kmほどでシュパイアーに、1時間、20kmほどでハイデルベルクに至る。
約700haの森の中には多くのサイクリングロード、乗馬路、遊歩道が整備されている。

### メディア
- 週刊のReilinger Nachrichten
- 日刊紙 Schwetzinger/Hockenheimer Tageszeitungの地方版
- 重要なできごとは、南西ドイツ放送や、Rhein-Neckar Fernsehenで放送される。

## 人物

### 出身者
- エーリヒ・クラウス（1953年 - ）レスリング選手。1981年グレコローマンスタイル、ライト級のヨーロッパ準チャンピオン。
- クルト・ニーダーマイヤー（1955年 - ）サッカー選手。カールスルーエSC、バイエルン・ミュンヘン、VfBシュトゥットガルトでプレイし、ドイツ代表選手に選ばれたこともある。バイエルン・ミュンヘンのA-ユーゲントの指導者。

### その他のゆかりの人物
- クルト・チェンシャー（1928年 - ）FIFAの仲裁裁判員。ライリンゲンで暮らす。
- クルト・アイグル（1954年 - ）サッカー選手。SC 08 ラインリンゲン・シュタチオーネンHSVでキャリアを開始し、SVダルムシュタット98、TSV1860ミュンヘンでプレイした。1.FCニュルンベルクのユーゲントの指導者
- ギュンター・ライアー（1961年 - ）レスリング選手。AVライリンゲン1982に所属し、ドイツ・チャンピオンになった。

## 引用
1. ↑  Statistisches Landesamt Baden-Württemberg – Bevölkerung nach Nationalität und Geschlecht am 31. Dezember 2023 (CSV-Datei)